# Баджити
Баджити (груз. ბაჯითი) — село в Грузии, на территории Сачхерского муниципалитета края (мхаре) Имеретия.

## География
Село находится в центральной части Грузии, на левом берегу реки Джручулы, на расстоянии 5 километров к западу от города Сачхере, административного центра муниципалитета. Абсолютная высота — 700 метров над уровнем моря.

## Население
По результатам официальной переписи населения 2014 года, в Баджити проживало 520 человек (252 мужчины и 268 женщин). В национальной структуре населения грузины составляли 99,8 %, езиды — 0,2 %.
| Год  | Население, человек |
| ---- | ------------------ |
| 2002 | 857                |
| 2014 | ↘ 520              |